# Коротково (Иркутская область)
Коротково — деревня в Казачинско-Ленском районе Иркутской области России. Входит в состав Казачинского муниципального образования. Находится примерно в 55 км к северо-востоку от районного центра.

## Население
| 2002 | 2010 | 2011 | 2012 |
| ---- | ---- | ---- | ---- |
| 1    | →1   | →1   | ↘0   |

По данным Всероссийской переписи, в 2010 году в деревне проживал 1 мужчина.